# Anthems to the Welkin at Dusk
Anthems to the Welkin at Dusk – drugi album norweskiej grupy blackmetalowej Emperor, wydany 8 lipca 1997 roku. Album dostał wyróżnienie „Najlepszy album roku 1997” w czasopiśmie „Terrorizer”.
Początkowy riff w utworze „Ye Entrancemperium” został skomponowany przez lidera zespołu Mayhem Øysteina „Euronymousa” Aarsetha. Reszta została w większości skomponowana przez Vegarda „Ihsahna” Tveitana, ponieważ Tomas „Samoth” Haugen i dotychczasowy perkusista Bård „Faust” Eithun przebywali w tamtym czasie w więzieniu (pierwszy za podpalenie kościoła, drugi za morderstwo homoseksualisty i drobne przestępstwa).
Płyta została powtórnie wydana w 1998 i 2004 przez wytwórnię Candlelight Records oraz w 2006 przez Back on Black Records.

## Lista utworów
| Nr | Tytuł utworu                      | Autorzy                    | Długość |
| -- | --------------------------------- | -------------------------- | ------- |
| 1. | „Alsvartr (The Oath)”             | Ihsahn                     | 4:18    |
| 2. | „Ye Entrancemperium”              | Ihsahn, Samoth, Euronymous | 5:15    |
| 3. | „Thus Spake the Nightspirit”      | Ihsahn                     | 4:30    |
| 4. | „Ensorcelled by Chaos”            | Ihsahn, Samoth             | 6:39    |
| 5. | „The Loss and Curse of Reverence” | Ihsahn, Samoth             | 6:10    |
| 6. | „The Acclamation of Bonds”        | Ihsahn, Samoth             | 5:54    |
| 7. | „With Strength I Burn”            | Ihsahn, Samoth             | 8:17    |
| 8. | „The Wanderer”                    | Samoth                     | 2:55    |
|    |                                   |                            | 43:58   |

| Utwory dodatkowe | Utwory dodatkowe                                        | Utwory dodatkowe |
| Nr               | Tytuł utworu                                            | Długość          |
| ---------------- | ------------------------------------------------------- | ---------------- |
| 1.               | „In Longing Spirit”                                     | 5:55             |
| 2.               | „Opus a Satana” (orchestral version of "Inno a Satana") | 4:18             |
| 3.               | „The Loss and Curse of Reverence – Live”                | 6:24             |
|                  |                                                         | 16:37            |

## Twórcy
- Vegard „Ihsahn” Tveitan – śpiew, gitara, instrumenty klawiszowe
- Tomas „Samoth” Haugen – gitara
- Jonas „Alver” Alver – gitara basowa
- Trym „Trym” Torson – perkusja
- Øystein „Euronymous” Aarseth – autor początkowego riffu w „Ye Entrancemperium”
- Christophe Szpajdel – logo

## Listy sprzedaży
| Lista  | Kraj      | Pozycja |
| ------ | --------- | ------- |
| Top 50 | Finlandia | 28      |